# Mikk Pahapill
Mikk Pahapill, né le 18 juillet 1983 à Kuressaare, est un athlète estonien spécialiste des épreuves combinées.

## Carrière
Il termine 12e des Championnats du monde d'athlétisme à Helsinki (2005) avec 8 003 points puis, trois ans plus tard, 11e de la finale du décathlon aux Jeux olympiques d'été 2008 à Pékin, avec 8 178 points (22 août).
Le 8 mars 2009, il remporte l'épreuve de l'heptathlon des Championnats d'Europe en salle 2009 de Turin, réalisant un total de 6 362 points, record national et meilleur résultat de l'année 2009.

## Palmarès
| Date | Compétition                           | Lieu                                  | Résultat | Discipline | Points |
| ---- | ------------------------------------- | ------------------------------------- | -------- | ---------- | ------ |
| 2002 | Championnats du monde juniors         | Kingston                              | 9e       | Décathlon  | 7 142  |
| 2005 | Coupe d'Europe                        | Bydgoszcz                             | 1er      | Décathlon  | 8 149  |
| 2005 | Championnats du monde                 | Helsinki                              | 12e      | Décathlon  | 8 003  |
| 2006 | Championnats d'Europe                 | Göteborg                              | —        | Décathlon  | DNF    |
| 2008 | Jeux olympiques                       | Pékin                                 | 10e      | Décathlon  | 8 178  |
| 2009 | Championnats d'Europe en salle        | Turin                                 | 1er      | Heptathlon | 6 362  |
| 2009 | Championnats du monde                 | Berlin                                | —        | Décathlon  | DNF    |
| 2009 | Décastar                              | Talence                               | 2e       | Décathlon  | 8 255  |
| 2010 | Coupe d'Europe                        | Tallinn                               | 2e       | Décathlon  | 8 198  |
| 2010 | Championnats d'Europe                 | Barcelone                             | 4e       | Décathlon  | 8 298  |
| 2011 | Championnats d'Europe en salle        | Paris                                 | 13e      | Heptathlon | 5 782  |
| 2011 | Hypo-Meeting                          | Götzis                                | 3e       | Décathlon  | 8 398  |
| 2011 | Championnats du monde                 | Daegu                                 | 9e       | Décathlon  | 8 164  |
| 2011 | Décastar                              | Talence                               | 2e       | Décathlon  | 8 184  |
| 2011 | Coupe du monde des épreuves combinées | Coupe du monde des épreuves combinées | 3e       | Décathlon  | 24 746 |
| 2013 | Coupe d'Europe                        | Tallinn                               | 3e       | Décathlon  | 8 099  |
| 2013 | Championnats du monde                 | Moscou                                | 17e      | Décathlon  | 8 170  |
| 2014 | Décastar                              | Talence                               | 1er      | Décathlon  | 8 077  |
| 2016 | TNT Express Meeting                   | Kladno                                | 3e       | Décathlon  | 7 814  |

## Records
| Épreuve    | Performance    | Lieu   | Date        |
| ---------- | -------------- | ------ | ----------- |
| Décathlon  | 8 398 pts      | Götzis | 29 mai 2011 |
| Heptathlon | 6 362 pts (NR) | Turin  | 8 mars 2009 |